# La Serre (Maupassant)
Pour les articles homonymes, voir La Serre (homonymie).
La Serre est une nouvelle de Guy de Maupassant, parue en 1883.

## Historique
La Serre est initialement publiée dans la revue Gil Blas du 26 juin 1883, sous le pseudonyme de Maufrigneuse, puis dans le recueil posthume Le Colporteur en 1900. 

## Résumé
Gustave Lerebour s’est retiré des affaires et vit de ses rentes avec sa femme Palmyre. Ils ont le même âge, mais la ressemblance s’arrête là. Il est jovial et rond ; elle est sèche et acariâtre, voire agressive avec son mari depuis quelques années. 
Il essaie sans succès d’en connaître les raisons, et elle, usant de sous-entendus, lui a dit qu’il n’était plus capable de frictionner une femme… 
Une nuit, elle le réveille, car elle a entendu des bruits dans le jardin. Elle l'envoie constater ce qu’il se passe. Il revient une heure plus tard, hilare, en lui disant : « Si tu savais... » C'est qu'il a vu la bonne avec un homme dans la serre. Et ça lui a donné des idées : il entraîne sa femme sur le lit.
Depuis les Lerebour forment un couple très uni, allant parfois dans le jardin, de nuit, voir ce qu’il se passe dans la serre.

## Éditions
- La Serre dans Maupassant, Contes et Nouvelles, texte établi et annoté par Louis Forestier, Bibliothèque de la Pléiade, éditions Gallimard, 1974  (ISBN 978-2-07-010805-3).